# Дін Шилз
Дін Шиелз (англ. Dean Shiels, нар. 1 лютого 1985, Лондондеррі) — північноірландський футболіст, півзахисник клубу «Рейнджерс».
Насамперед відомий виступами за клуби «Гіберніан», «Донкастер Роверз» та «Кілмарнок», а також національну збірну Північної Ірландії.

## Клубна кар'єра
Народився 1 лютого 1985 року в місті Лондондеррі. Вихованець футбольної школи лондонського «Арсенала».
У дорослому футболі дебютував 2004 року виступами за команду единбурзького клубу «Гіберніан», в якій провів п'ять сезонів, взявши участь у 117 матчах чемпіонату. Більшість часу, проведеного у складі «Гіберніана», був основним гравцем команди.
Своєю грою за цю команду привернув увагу представників тренерського штабу клубу «Донкастер Роверз», до складу якого приєднався 2009 року. Відіграв за клуб з Донкастера наступні два сезони своєї ігрової кар'єри. Граючи у складі «Донкастер Роверз» також здебільшого виходив на поле в основному складі команди.
У 2011 році на умовах оренди приєднався до шотландського «Кілмарнока», у складі якого провів наступний рік своєї кар'єри гравця. Тренерським штабом нового клубу також розглядався як гравець «основи». У складі «Кілмарнока» був одним з головних бомбардирів команди, маючи середню результативність на рівні 0,37 голу за гру першості.
До складу клубу «Рейнджерс» приєднався 2012 року. Наразі встиг відіграти за команду з Глазго 3 матчі в національному чемпіонаті.

## Виступи за збірну
У 2005 році дебютував в офіційних матчах у складі національної збірної Північної Ірландії. Наразі провів у формі головної команди країни 11 матчів.

## Титули і досягнення
- Володар Кубка шотландської ліги (1):

«Кілмарнок»: 2011-12
- Чемпіон Ірландії (1):

«Дандолк»: 2016
- Володар Кубка ірландської ліги (1):

«Деррі Сіті»: 2018